# Bereza Miasto
Bereza Miasto (biał. Бяроза-Горад, ros. Берёза-Город) – przystanek kolejowy w miejscowości Bereza, w rejonie bereskim, w obwodzie brzeskim, na Białorusi. Leży na linii Moskwa - Mińsk - Brześć.